# (8302) Kazukin
(8302) Kazukin (1995 CY) – planetoida z pasa głównego asteroid okrążająca Słońce w ciągu 3,5 lat w średniej odległości 2,31 au. Odkryta 3 lutego 1995 roku.